# Still Growing Up Tour
Die Still Growing Up Tour war eine Konzerttournee des britischen Singer-Songwriters und Rock-Musikers Peter Gabriel in Europa. Sie stellte eine Erweiterung seiner in den beiden vorherigen Jahren absolvierten Growing Up Tour in Nordamerika und Europa dar.

## Hintergrund
Peter Gabriel begann seine Still Growing Up Tour am 1. Mai 2004 in Ischgl und beendete sie am 25. Juli des gleichen Jahres in Kaiserslautern. Die insgesamt 44 Konzerte umfassende Kurz-Tournee verlief ausschließlich durch Europa und bewarb, wie bereits seine vorherige Tournee, sein 2002 veröffentlichtes Studioalbum Up. Im Gegensatz zur Growing Up Tour wurde jedoch das Bühnenbild verändert (anstatt einer hochtechnischer Rundbühne wie 2002/03 kam eine klassische Endstage mit weniger technischem Aufwand zum Einsatz) und auch die Setlist wurde so gut wie jeden Abend gewechselt, da es sich überwiegend um Festivalauftritte, sowie Open-Air-Shows handelte.
Waren außerdem Gabriels seinerzeit aktuelle Lieder vom Album Up 2002/03 noch gut in der Setlist vertreten, wurde ihre Anzahl auf der Still Growing Up Tour zunehmend minimiert und kamen in den Sets der Festivalauftritte nicht mehr vor. Der Fokus wurde stattdessen auf Gabriels im Jahr 2000 veröffentlichten Soundtrack OVO gelegt, aus dem die Lieder White Ashes mit teilweise neuem Liedtext, Downside-Up, The Tower That Ate People und Father, Son dargeboten wurden.

## Liveaufnahmen
Diverse Festivalauftritte im Juni und Juli 2004 wurden gefilmt und am 31. Oktober 2005 als Konzertfilm unter dem Titel Still Growing Up: Live & Unwrapped auf DVD veröffentlicht. Für die Regie des Konzertfilms zeigte, wie schon bei Growing Up Live, der bekannte Konzertfilm-Regisseur Hamish Hamilton (Phil Collins, Madonna, Robbie Williams) verantwortlich.

## Setlist

### Beispiel-Setlist
- Here Comes the Flood oder Jetzt kommt die Flut (in deutschsprachigen Ländern)
- Darkness
- Red Rain
- Secret World
- White Ashes
- Games Without Frontiers
- Burn You Up, Burn You Down
- Downside-Up
- The Tower That Ate People
- More Than This
- Baby Man (nicht immer)
- San Jacinto
- Digging in the Dirt
- Growing Up
- Solsbury Hill
- Sledgehammer
- Signal to Noise
- In Your Eyes
- Come Talk to Me
- Father, Son
- Biko

## Tourdaten
| Nr. | Datum         | Stadt               | Land         | Veranstaltungsort           | Anmerkungen                   |
| --- | ------------- | ------------------- | ------------ | --------------------------- | ----------------------------- |
| 1   | 1. Mai 2004   | Ischgl              | Osterreich   | Bühne am Silvrettaparkplatz | Top of the Mountain Concert   |
| 2   | 5. Mai 2004   | Dortmund            | Deutschland  | Westfalenhalle              |                               |
| 3   | 6. Mai 2004   | Rotterdam           | Niederlande  | Sportpaleis Ahoy’           |                               |
| 4   | 8. Mai 2004   | Berlin              | Deutschland  | Velodrom                    |                               |
| 5   | 9. Mai 2004   | Frankfurt am Main   | Deutschland  | Festhalle                   |                               |
| 6   | 11. Mai 2004  | Assago              | Italien      | FilaForum                   |                               |
| 7   | 12. Mai 2004  | Pesaro              | Italien      | BPA Palas                   |                               |
| 8   | 14. Mai 2004  | Wien                | Osterreich   | Stadthalle                  |                               |
| 9   | 15. Mai 2004  | Budapest            | Ungarn       | Papp László Sportaréna      |                               |
| 10  | 17. Mai 2004  | Prag                | Tschechien   | T-Mobile Arena              |                               |
| 11  | 18. Mai 2004  | Nürnberg            | Deutschland  | Arena Nürnberg              |                               |
| 12  | 20. Mai 2004  | Hannover            | Deutschland  | Preussag Arena              |                               |
| 13  | 21. Mai 2004  | Hamburg             | Deutschland  | Color Line Arena            |                               |
| 14  | 23. Mai 2004  | Karlsruhe           | Deutschland  | dm Arena                    |                               |
| 15  | 24. Mai 2004  | Zürich              | Schweiz      | Hallenstadion               |                               |
| 16  | 26. Mai 2004  | Brüssel             | Belgien      | Forest National             |                               |
| 17  | 27. Mai 2004  | Paris               | Frankreich   | Palais Omnisport de Bercy   |                               |
| 18  | 29. Mai 2004  | Lissabon            | Portugal     | Parque da Bela Vista        | Rock in Rio Lisboa            |
| 19  | 1. Juni 2004  | Birmingham          | England      | National Indoor Arena       |                               |
| 20  | 2. Juni 2004  | Sheffield           | England      | Hallam FM Arena             |                               |
| 21  | 4. Juni 2004  | Newcastle upon Tyne | England      | Metro Radio Arena           |                               |
| 22  | 5. Juni 2004  | Glasgow             | Schottland   | SECC                        |                               |
| 23  | 7. Juni 2004  | London              | England      | Wembley Arena               |                               |
| 24  | 8. Juni 2004  | London              | England      | Wembley Arena               |                               |
| 25  | 12. Juni 2004 | Bregenz             | Osterreich   | Seebühne                    | Bregenzer Festspiele          |
| 26  | 14. Juni 2004 | Cagliari            | Italien      | Parco di Monteclaro         | Fiera Campionaria             |
| 27  | 16. Juni 2004 | Genua               | Italien      | Piazza del Mare             |                               |
| 28  | 18. Juni 2004 | Malakása            | Griechenland | Terra Vibe Park             | Rockwave Festival             |
| 29  | 20. Juni 2004 | Istanbul            | Turkei       | Santralistanbul             | One Love Festival             |
| 30  | 21. Juni 2004 | Sofia               | Bulgarien    | Stadion Akademik            |                               |
| 31  | 30. Juni 2004 | Liverpool           | England      | King’s Dock                 |                               |
| 32  | 2. Juli 2004  | Aix-les-Bains       | Frankreich   | Esplanade du Lac            | Musilac Festival              |
| 33  | 4. Juli 2004  | Taormina            | Italien      | Teatro Greco                | WOMAD Festival                |
| 34  | 5. Juli 2004  | Catanzaro           | Italien      | Stadio Nicola Ceravolo      |                               |
| 35  | 7. Juli 2004  | Neapel              | Italien      | Arena Flegrea               | Neapolis Festival             |
| 36  | 8. Juli 2004  | Rom                 | Italien      | Ippodromo delle Capannelle  | Rock in Roma                  |
| 37  | 9. Juli 2004  | Locarno             | Schweiz      | Piazza Grande               | Moon&Stars                    |
| 38  | 16. Juli 2004 | Caminha             | Portugal     | Vilar de Mouros             | Festival Vilar de Mouros      |
| xx  | 18. Juli 2004 | Kaiserslautern      | Deutschland  | Stiftsplatz                 | verlegt auf den 25. Juli 2004 |
| 39  | 19. Juli 2004 | Lucca               | Italien      | Piazza Napoleone            | Lucca Summer Festival         |
| 40  | 21. Juli 2004 | Nyon                | Schweiz      | Plaine de L’Asse            | Paléo Festival Nyon           |
| 41  | 22. Juli 2004 | Nizza               | Frankreich   | Arènes et Jardins de Cimiez | Nice Jazz Festival            |
| 42  | 23. Juli 2004 | Nîmes               | Frankreich   | Les Arènes                  |                               |
| 43  | 25. Juli 2004 | Kaiserslautern      | Deutschland  | Stiftsplatz                 |                               |

## Band
- Peter Gabriel: Gesang, Keyboards
- Ged Lynch: Schlagzeug
- Tony Levin: Bass
- David Rhodes: Gitarre
- Richard Evans: Gitarre, MIDI-Flöte
- Rachel Z: Keyboards
- Melanie Gabriel: Hintergrundgesang, Gesang bei Downside-Up und Come Talk to Me